# Edgar Meyer (Physiker)

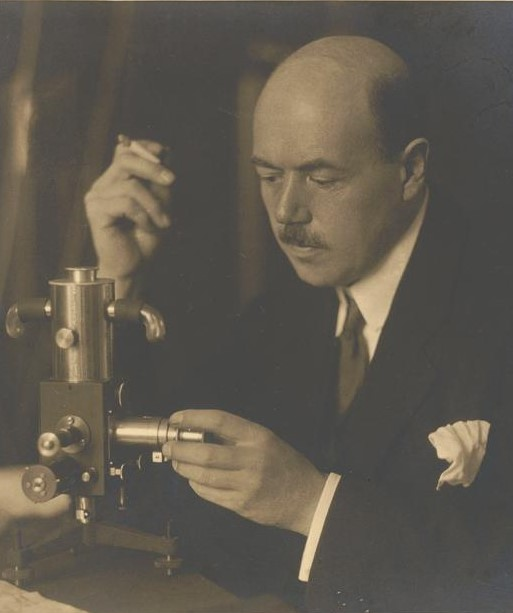
Porträt des Physikers Edgar Meyer (Zentralbibliothek Zürich)

Edgar Meyer (* 5. März 1879 in Bonn; † 29. Februar 1960 in Zürich) war ein deutscher Physiker.

## Leben
Edgar Meyer kam am 5. März 1879 in Bonn als Sohn des Textilfabrikanten und Kaufmanns Michael Meyer (1838–1903) und der Maria, geborene Hirz, zur Welt. Nach dem Abitur in Bonn nahm Meyer ein Studium der Physik bei Emil Warburg in Berlin auf, das er im Wintersemester 1902/03 mit einer Dissertation über die Absorption von ultraviolettem Licht in Ozon beendete.
Im Anschluss war er bis zum Sommer 1907 als Assistent bei Paul Drude am Physikalischen Institut der Universität Berlin beschäftigt. Im darauffolgenden Wintersemester nahm Edgar Meyer eine Assistenzstelle am Physikalischen Institut der Universität Zürich bei Alfred Kleiner an und habilitierte sich dort im Sommer 1908. Zwischen 1909 und 1912 war er zunächst als Privatdozent und Assistent, ab 1910 als Titularprofessor, am Physikalischen Institut der TH Aachen bei Johannes Stark tätig. 1912 nahm Meyer schließlich einen Ruf als Extraordinarius für Theoretische Physik  an der Universität Tübingen an, wo er bis zum Wintersemester 1915/16 beschäftigt war.
Anschließend folgte Meyer einem Ruf an die Universität Zürich als Ordinarius für Experimentalphysik und Direktor des Physikalischen Instituts, nachdem er zuvor einen Ruf nach Göttingen abgelehnt hatte. Diese Stellung hatte Meyer bis zu seiner Emeritierung im Jahr 1949 inne.
Er war seit 1905 mit Elsa (1884–1964), Tochter des Benjamin Löwenberg aus Berlin, verheiratet. Edgar Meyer, der 1911 gemeinsam mit seiner Frau vom jüdischen zum reformierten Glauben konvertierte, verstarb am 29. Februar 1960 wenige Tage vor Vollendung seines 81. Lebensjahres in Zürich.

## Wirken
Bekannt wurde Edgar Meyer durch eine 1908 mit Erich Regener publizierte Untersuchung, worin der Nachweis erbracht wurde, dass der radioaktive Zerfall ein statistischer Prozess ist, eine Tatsache, die zu dieser Zeit keineswegs selbstverständlich war. Im Zusammenhang mit dieser Arbeit gab er einen Weg zur genauen Bestimmung der elektrischen Elementarladung an.
Edgar Meyers nachfolgende Forschungsinteressen umspannten einen beträchtlichen Teil der damaligen Physik, unter anderem Spektroskopie, Physik der Gasentladungen, Lichtelektrischer Effekt oder Ultraschall. Sehr intensiv befasste er sich mit Spektroskopie im ultravioletten und sichtbaren Teil des Spektrums. Weitere Untersuchungen betrafen die Bestimmung des Ozongehaltes der Luft mittels Absorptionsmessungen im Ultravioletten. Immer wieder kam Edgar Meyer auf die Frage nach der Durchlässigkeit der Erdatmosphäre für die kurzwellige Ultraviolettstrahlung der Sonne im Bereich der Lücke zwischen den Absorptionsbanden des Ozons und des Sauerstoffs zurück.
Daneben führte Edgar Meyer als erster Vorlesungsdemonstrationen in größerem Maßstab durch. Er lehnte auch die damals übliche Trennung zwischen Experimentalphysik und theoretischer Physik ab. Im Jahr 1921 bewog er die Fakultät in Zürich, den damals noch unbekannten Erwin Schrödinger auf den vakanten Lehrstuhl für Theoretische Physik zu berufen. Nach seiner Emeritierung widmete er sich archäologischen Studien sowie dem Reisen.

## Werke (Auswahl)
- Absorption der ultravioletten Strahlung in Ozon. Dissertation, 1903
- Der photoelektrische Effekt an ultrmikoskopischen Metallteilen. In: Annalen der Physik 45. S. 177–236, mit Walther Gerlach
- Bericht über die Unterschiede der zeitlichen Schwankungen der radioaktiven Strahlung. In: Jahrbuch der Radioaktivität und Elektronik 5. 1908, S. 423–450.
- Versuche zur Beugung des Lichts an Ultraschallwellen. In: Helvetica Physica Acta 6. 1933, S. 242–244, mit Richard Bär
- Durchlässigkeit der Erdatmosphäre für Sonnenstrahlung der Wellenlänge 2144 Ä. In: Helvetica Physica Acta 14. 1941, S. 625–632.